# Klára Spilková
Klára Spilková (nascida em 15 de dezembro de 1994) é uma jogadora tcheca de golfe profissional,
 que terminou na 33.ª posição no Ladies European Tour (LET), em 2014.
No golfe dos Jogos Olímpicos de Verão de 2016, realizados no Rio de Janeiro, Brasil, terminou sua participação na competição de jogo por tacadas individual feminino em 48.º lugar, com 295 tacadas (77–73–71–74), 11 acima do par do campo, representando República Tcheca.